# Light (trình duyệt web)
Light, trước đây còn được gọi là Firefox Light, là một trình duyệt web nguồn mở miễn phí dựa trên Firefox. Light có sẵn cho các thiết bị mang hệ điều hành như Windows, OS X và Linux. Nó khác với Firefox ở chỗ là được xây dựng để nhằm nâng cao hiệu suất, nó đã đạt được điều này bằng cách loại bỏ một số thành phần được tích hợp sẵn của Firefox, bao gồm trình báo cáo sự cố, trình duyệt web an toàn, trình kiểm tra chính tả, công cụ phát triển và hỗ trợ nhiều loại đa phương tiện.